# فتاة القمر
فتاة القمر هي رواية للكاتب والمترجم الفلسطيني حسن سامي يوسف،صدرت عن دار كنعان للنشر سنة 2000 . تقع الرواية في 144 صفحة. أعاد كتابتها لاحقا بعنوان جديد "الغفران، فتاة القمر" ونشرت في 245 صفحة عن نفس الدار سنة 2024

## نبذة
تتمحور الرواية حول العلاقة المعقدة بين رجل يُدعى أسعد وزوجته عزّة التي تصغره بسنوات عديدة سيواجهان تحديات وصعوبات شديدة، خاصة عندما يكتشف الرجل خيانة زوجته، والتي رغم ذلك تحبه بصدق كما هو يحبها. الكاتب يعتمد على أسلوب السرد ليكشف تفاصيل الحب والخيانة من خلال لغة بسيطة وواقعية، مُظهراً الجانب الآخر من حالات العشق التي عادة ما تكون مخفية في الروايات العربية. الرواية تعكس تعقيدات الحياة العاطفية وتواجهات الشخصيات في مجتمع يزداد اهتمامه أكثر بما هو مادي واستهلاكي.

## أهم شخصيات الرواية
- أسعد: البطل الذي يروي تفاصيل حبه مع زوجته وخيانتها.
- عزّة : حبيبة أسعد وزوجته.

## الأسلوب
بحكم تجربة حسن سامي يوسف الطويلة في كتابة السيناريوهات البارزة للسينما والتلفزيون السوري، فقد تمكن من إضفاء أسلوب بصري ومشهدي على روايته. تعتمد بنية الرواية على سرد استرجاعي قريب من أسلوب المذكرات، حيث يعرض بطل الرواية "أسعد" قصة حبه وفراقه عن حبيبته "عزّة" ضمن إطار سردي ولغة بسيطة وسلسة، تخلو من التعقيد أو التركيب.